# Joshua Clayton
Joshua Clayton (Wyoming, 1744. július 20. - Philadelphia, 1798. augusztus 11.) az Amerikai Egyesült Államok szenátora (Delaware, 1798).